# 卞鍾捧
卞 鍾捧（ピョン・ジョンボン、朝鮮語: 변종봉、1919年1月22日 - 2000年6月19日）は、日本統治時代の朝鮮の銀行員、大韓民国の外交官、政治家。第6代韓国国会議員。本貫は草渓卞氏。

## 経歴
日本統治時代の慶尚南道陜川郡出身。釜山第2産業学校（現・開成高等学校）、横浜専門学校（現・神奈川大学）経済科卒。朝鮮殖産銀行調査部責任者を13年間務めたほか、外務部交易課長、駐日代表部大阪出張所長、忠州肥料工場次長、民主共和党慶南第9地区党委員長、国際連合総会韓国代表などを歴任した。1963年の第6代総選挙に山清・陜川選挙区から民主共和党所属で出馬して当選し、国会においては外務委員長を務めた。1966年には学校法人槿花学院を設立して理事長を務めた。
2000年6月19日午後7時ごろに江北三星病院で持病により死去、享年81。